# Puchar Rumunii w piłce siatkowej mężczyzn (2024/2025)
Puchar Rumunii w piłce siatkowej mężczyzn 2024/2025 (rum. Cupa României la volei masculin 2024/2025) – rozgrywki o siatkarski Puchar Rumunii zorganizowane przez Rumuński Związek Piłki Siatkowej (rum. Federației Române de Volei, FRVolei). Uczestniczyło w nich 11 zespołów grających w najwyższej klasie rozgrywkowej – Divizii A1.
Rozgrywki składały się z 1/8 finału, ćwierćfinałów, półfinałów oraz finału. We wszystkich rundach obowiązywał systemem pucharowym. Mecze 1/8 finału, ćwierćfinałów i półfinałów odbyły się w dniach 7-9 lutego 2025 roku w hali sportowej (rum. Sala Polivalentă) w Piatra Neamț, natomiast finał rozegrano 29 marca 2025 roku w Alba Blaj Arenie w Blaju.
Po raz pierwszy Puchar Rumunii zdobył klub Corona Brașov, który w finale pokonał SCM Zalău. Nagrodę dla najlepszego zawodnika (MVP) finału otrzymał Ștefan Lupu.

## System rozgrywek
Rozgrywki o Puchar Rumunii w sezonie 2024/2025 składały się z 1/8 finału, ćwierćfinałów, półfinałów i finałów. We wszystkich rundach obowiązywał system pucharowy, a o awansie decydował jeden mecz. Cztery najlepsze zespoły Divizii A1 sezonu 2023/2024 udział w turnieju rozpoczęły od ćwierćfinałów.
Spotkania rozgrywano według poniższego schematu.
| 1/8 finału                                                   | 1/8 finału                     | 1/8 finału | 1/8 finału            |
| ------------------------------------------------------------ | ------------------------------ | ---------- | --------------------- |
| 1                                                            | SCMU Craiova                   | –          | CSU Știința București |
| 2                                                            | CS Știința Explorări Baia Mare | –          | CS Universitatea Cluj |
| 3                                                            | CSM Constanța                  | –          | SCM Zalău             |
| 4                                                            | CS Unirea Dej                  | –          | CSA Steaua Bukareszt  |
| Ćwierćfinały                                                 |                                |            |                       |
| 5                                                            | zwycięzca w parze 3            | –          | CSM Arcada Galați     |
| 6                                                            | zwycięzca w parze 2            | –          | CS Dinamo Bukareszt   |
| 7                                                            | zwycięzca w parze 4            | –          | CSM Corona Brașov     |
| 8                                                            | zwycięzca w parze 1            | –          | CS Rapid Bukareszt    |
| Półfinały                                                    |                                |            |                       |
| 8                                                            | zwycięzca w parze 5            | –          | zwycięzca w parze 6   |
| 9                                                            | zwycięzca w parze 7            | –          | zwycięzca w parze 8   |
| Uwaga: Zespół CSM Constanța wycofał się z rozgrywek. Źródło: |                                |            |                       |

Mecze 1/8 finału, ćwierćfinały i półfinały odbyły się w Piatra Neamț, natomiast finał – w Blaju. Zwycięzca finału zdobył Puchar Rumunii.

## Drużyny uczestniczące
W Pucharze Rumunii w sezonie 2024/2025 uczestniczyło 11 drużyn grających w najwyższej klasie rozgrywkowej – Divizii A1.
| Divizia A1 (11 drużyn)         | Divizia A1 (11 drużyn) |
| ------------------------------ | ---------------------- |
| CSM Arcada Galați              | ćwierćfinał            |
| CSM Corona Brașov              | zwycięstwo             |
| SCMU Craiova                   | półfinał               |
| CS Dinamo Bukareszt            | półfinał               |
| CS Rapid Bukareszt             | ćwierćfinał            |
| CSA Steaua Bukareszt           | ćwierćfinał            |
| CSU Știința București          | 1/8 finału             |
| CS Știința Explorări Baia Mare | ćwierćfinał            |
| CS Unirea Dej                  | 1/8 finału             |
| CS Universitatea Cluj          | 1/8 finału             |
| SCM Zalău                      | finał                  |

## Rozgrywki
Godziny podano według strefy czasowej UTC+2.

### 1/8 finału
| 7 lutego 202512:00 Źródło: | Craiova | 3:0(25:15, 25:18, 25:20) | Știința București | Sala Polivalentă, Piatra Neamț Widzów: 50 Sędzia: Tudor Pop i Cristian Ouatu |
| 7 lutego 202512:00 Źródło: |         | 3:0(25:15, 25:18, 25:20) |                   | Sala Polivalentă, Piatra Neamț Widzów: 50 Sędzia: Tudor Pop i Cristian Ouatu |

| 7 lutego 202516:00 Źródło: | Știința Explorări Baia Mare | 3:0(25:22, 25:19, 25:21) | Universitatea Cluj | Sala Polivalentă, Piatra Neamț Widzów: 100 Sędzia: Cristian Botezatu i Bogdan Stoica |
| 7 lutego 202516:00 Źródło: |                             | 3:0(25:22, 25:19, 25:21) |                    | Sala Polivalentă, Piatra Neamț Widzów: 100 Sędzia: Cristian Botezatu i Bogdan Stoica |

| 7 lutego 202518:30 Źródło: | Unirea Dej | 0:3(17:25, 24:26, 16:25) | Steaua Bukareszt | Sala Polivalentă, Piatra Neamț Widzów: 150 Sędzia: Alin Mateizer i Paul Szabo-Alexi |
| 7 lutego 202518:30 Źródło: |            | 0:3(17:25, 24:26, 16:25) |                  | Sala Polivalentă, Piatra Neamț Widzów: 150 Sędzia: Alin Mateizer i Paul Szabo-Alexi |

Uwaga: Po wycofaniu się zespołu CSM Constanța, drużyna SCM Zalău uzyskała bezpośredni awans do ćwierćfinału.

### Ćwierćfinały
| 8 lutego 202511:00 Źródło: | Zalău | 3:0(25:16, 25:22, 25:15) | Arcada Galați | Sala Polivalentă, Piatra Neamț Widzów: 150 Sędzia: Bogdan Stoica i Tudor Pop |
| 8 lutego 202511:00 Źródło: |       | 3:0(25:16, 25:22, 25:15) |               | Sala Polivalentă, Piatra Neamț Widzów: 150 Sędzia: Bogdan Stoica i Tudor Pop |

| 8 lutego 202514:00 Źródło: | Știința Explorări Baia Mare | 1:3(20:25, 25:18, 12:25, 18:25) | Dinamo Bukareszt | Sala Polivalentă, Piatra Neamț Widzów: 200 Sędzia: Alin Mateizer i Cristian Ouatu |
| 8 lutego 202514:00 Źródło: |                             | 1:3(20:25, 25:18, 12:25, 18:25) |                  | Sala Polivalentă, Piatra Neamț Widzów: 200 Sędzia: Alin Mateizer i Cristian Ouatu |

| 8 lutego 202516:30 Źródło: | Steaua Bukareszt | 1:3(25:14, 20:25, 20:25, 15:25) | Corona Brașov | Sala Polivalentă, Piatra Neamț Widzów: 200 Sędzia: Tudor Pop i Octavian Diaconiță |
| 8 lutego 202516:30 Źródło: |                  | 1:3(25:14, 20:25, 20:25, 15:25) |               | Sala Polivalentă, Piatra Neamț Widzów: 200 Sędzia: Tudor Pop i Octavian Diaconiță |

| 8 lutego 202519:00 Źródło: | Craiova | 3:0(28:26, 25:18, 25:21) | Rapid Bukareszt | Sala Polivalentă, Piatra Neamț Widzów: 200 Sędzia: Paul Szabo-Alexi i Cristian Botezatu |
| 8 lutego 202519:00 Źródło: |         | 3:0(28:26, 25:18, 25:21) |                 | Sala Polivalentă, Piatra Neamț Widzów: 200 Sędzia: Paul Szabo-Alexi i Cristian Botezatu |

### Półfinały
| 9 lutego 202515:00 Źródło: | Corona Brașov | 3:1(17:25, 26:24, 25:20, 25:21) | Craiova | Sala Polivalentă, Piatra Neamț Widzów: 400 Sędzia: Tudor Pop i Alin Mateizer |
| 9 lutego 202515:00 Źródło: |               | 3:1(17:25, 26:24, 25:20, 25:21) |         | Sala Polivalentă, Piatra Neamț Widzów: 400 Sędzia: Tudor Pop i Alin Mateizer |

| 9 lutego 202517:30 Źródło: | Dinamo Bukareszt | 2:3(21:25, 25:20, 25:21, 29:31, 9:15) | Zalău | Sala Polivalentă, Piatra Neamț Widzów: 450 Sędzia: Paul Szabo-Alexi i Bogdan Stoica |
| 9 lutego 202517:30 Źródło: |                  | 2:3(21:25, 25:20, 25:21, 29:31, 9:15) |       | Sala Polivalentă, Piatra Neamț Widzów: 450 Sędzia: Paul Szabo-Alexi i Bogdan Stoica |

### Finał
| 29 marca 202516:30 Źródło: | Corona Brașov | 3:1(25:21, 26:24, 31:33, 25:18) | Zalău | Alba Blaj Arena, Blaj Widzów: 1984 Sędzia: Tudor Pop i Andrei Savu |
| 29 marca 202516:30 Źródło: |               | 3:1(25:21, 26:24, 31:33, 25:18) |       | Alba Blaj Arena, Blaj Widzów: 1984 Sędzia: Tudor Pop i Andrei Savu |